# Фоскари, Гуарино
Гуарино Фоскари (Guarino Foscari, Can. Reg. Of S. Maria Di Reno, также известный как Guarino Guarini; Guarino di Palestrina; Guerrino da Bologna; Guerrino da Preneste как просто Guarino, Warino, Warinus, его фамилию также пишут как Fuscari) — католический церковный деятель XII века.
Участвовал в выборах папы Евгения III (1145), Анастасия IV (1153) и Адриана IV (1154).
Канонизирован папой Александром III, день памяти 6 февраля.